# Wareham
Wareham este un oraș în comitatul Dorset, regiunea South West, Anglia. Orașul se află în districtul Purbeck a cărui reședință este. 